# Кошмар на Биттер Крик
«Кошмар на Биттер Крик» (англ. Nightmare At Bittercreek) — фильм режиссёра Тима Бёрсталла.

## Сюжет
Четыре женщины отправляются на конную прогулку по горным склонам возле города Индепенденс. Их проводник — алкоголик средних лет. Во время прогулки женщины и проводник сталкиваются с бывшими военными, которые отказались повиноваться командованию и числятся в рядах преступников.

## В ролях
- Линдси Вагнер — Нита Дэниэлс
- Том Скерритт — Динг
- Констанс Маккэшин — Конни
- Джоанна Кэссиди — Элисон Шапиро
- Рэймонд Гут
- Дуайт МакФи — Bully
- Уолтер Марш — следователь по убийствам
- Рик Рейд — Джек
- Брюс Маклеод — агент ФБР
- Билл Крофт — подозреваемый
- Эндрю Кавадас
- Роман Подхора — Билли
- Роберт Коллинз
- Денни Арнольд
- Джордж Джозеф
- Тони Морелли — киллер

## Съёмочная группа
- Режиссёр: Тим Бёрсталл
- Сценарист: Грег МакКарти
- Продюсер: Стэнли Брукс, Питер Губер, Джон Питерс

## Слоган
- «The hunted becomes the hunter on a deadly trail of fear»